# Demokratyczny Związek Chorwatów w Wojwodinie
Demokratyczny Związek Chorwatów w Wojwodinie (chorw. Demokratski savez Hrvata u Vojvodini, serb. Demokratski savez Hrvata u Vojvodini / Демократски Савез Хрвата у Војводини, DSHV) – serbska partia polityczna reprezentująca mniejszość chorwacką.

## Historia
Partia powstała w 15 lipca 1990. Pierwszym przewodniczącym był Bela Tonković, w 2003 zastąpił go Petar Kuntić. W latach 90. część działaczy partii opuściła Serbię i osiedliła się w Chorwacji. Ugrupowanie działa w Wojwodinie, głównie w regionach Baczka i Srem. Uzyskuje regularnie reprezentację w radzie miejskiej Suboticy, a także reprezentację w Zgromadzeniu Wojwodiny (w tym z list koalicyjnych). W 2000 związek wspierał Demokratyczną Opozycję Serbii.
W 2003 współtworzył koalicję wyborczą do Zgromadzenia Narodowego pod nazwą Razem na rzecz Tolerancji, która nie przekroczyła wyborczego progu. W 2007, 2008 i 2012 lider partii uzyskiwał mandat posła do Skupsztiny z ramienia koalicji skupionej wokół Partii Demokratycznej, utracił go w 2014. W 2015 nowym przewodniczącym związku został Tomislav Žigmanov. W 2016 przedstawiciele partii ponownie znaleźli się na liście tworzonej wokół Partii Demokratycznej, nowy przewodniczący ugrupowania wszedł z ramienia tego sojuszu do Skupsztiny. W 2020 partia chorwacka dołączyła do koalicji pod nazwą UDS, która nie uzyskała parlamentarnej reprezentacji. W wyborach w 2022 lider związku otwierał listę wyborczą koalicji Razem dla Wojwodiny (zarejestrowanej jako lista mniejszości narodowych), uzyskując wówczas mandat poselski.
W 2022 Tomislav Žigmanov otrzymał również nominację w skład nowego rządu Any Brnabić. W wyborach w 2023 Chorwaci startowali wspólnie z reprezentującą Boszniaków Partią Sprawiedliwości i Pojednania, nie uzyskując wówczas żadnych miejsc w Zgromadzeniu Narodowym. W 2024 lider partii pozostał w składzie kolejnego gabinetu, na czele którego stanął Miloš Vučević. Nie otrzymał natomiast nominacji do następnego rządu, który powołano w kwietniu 2025.